# モーデン (マニトバ州)
モーデン（英: Morden）は、カナダ・マニトバ州南部ペンビーナ渓谷地域にある市。近隣のウィンクラーから西に約11kmの位置にある。人口は約9,929人。2012年に市となった、マニトバ州で最も新しい市である。

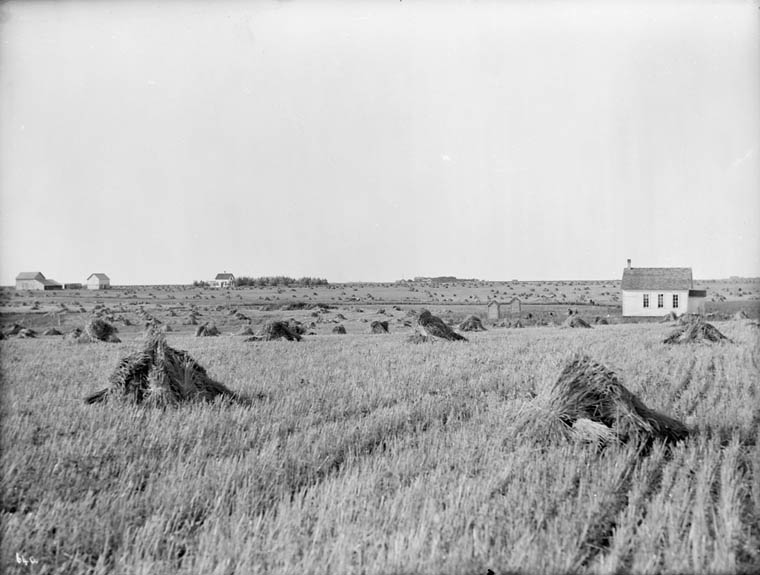
1923年以前の校舎

## 歴史
モーデンは1882年に、カナダ太平洋鉄道がフランス系毛皮交易者によって「ル・シュヴァル・モール（Le Cheval Mort）」と呼ばれた小川を横断する鉄道路線を建設した際に開村された。この集落は飲料水や機関車用の水を供給するのに理想的であり、人気のある休憩地となった。集落は、モーデン家の土地に設立されたことから、アルヴィ・モーデンにちなんで「モーデン」と改名された。モーデンは1882年1月1日に村として施行された。1903年には町、2012年には市となった。

## 観光

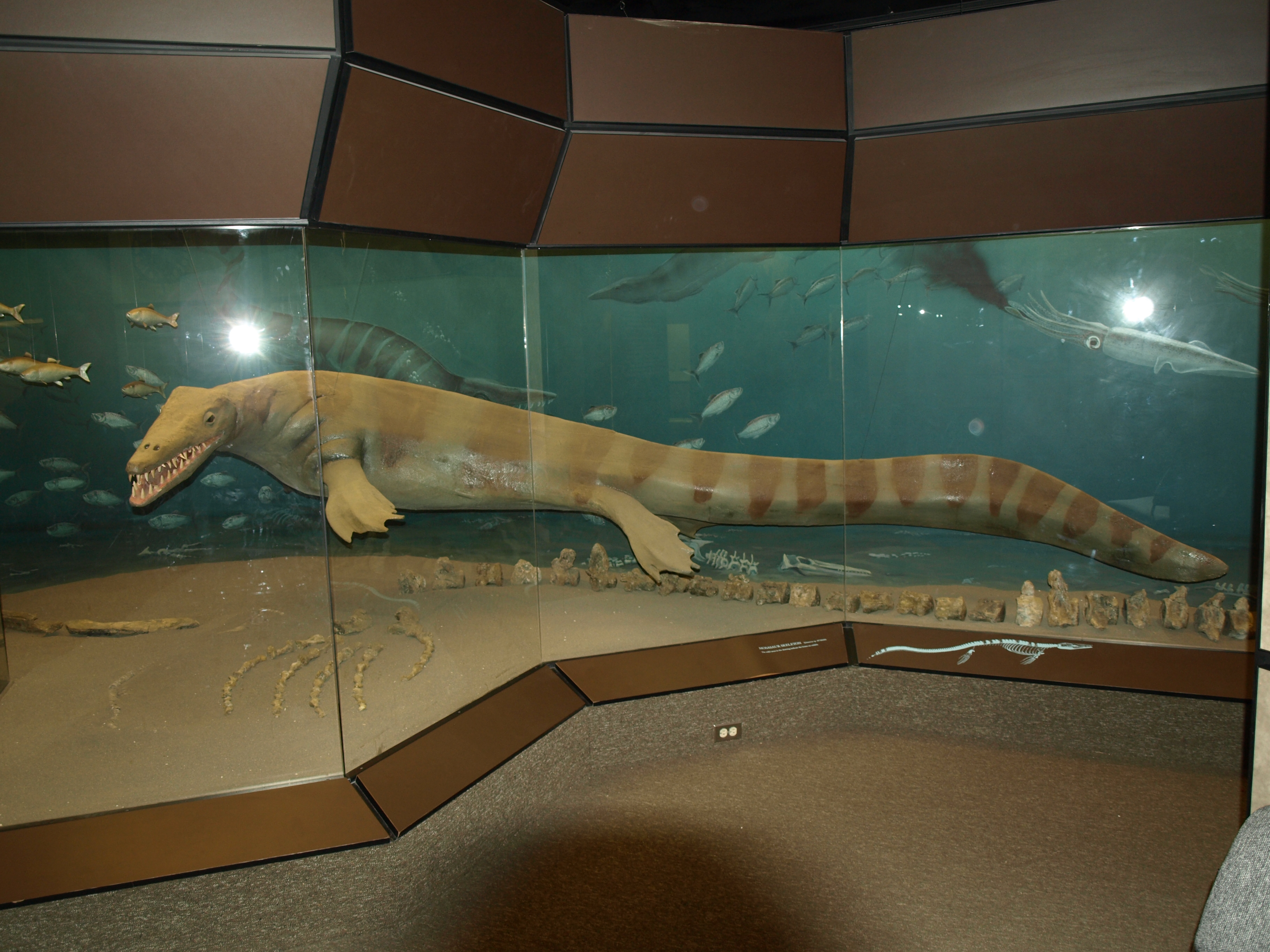
カナダ化石発掘センター

- カナダ化石発掘センター（英語版）（Canadian Fossil Discovery Centre）[6]：海洋爬虫類の化石が収蔵されており、8000万年前のモササウルスの13mの化石もある[7]。

## 交通
- 鉄道
  - バウンダリー・トレイル鉄道